# Leon Luke Mendonca
Leon Luke Mendonca (* 13. März 2006 in Goa, Indien) ist ein indischer Schachspieler.

## Karriere
Im Alter von 12 Jahren, 11 Monaten und 3 Tagen erlangte Mendonca den Titel eines Internationaler Meister (IM). Es folgten innerhalb von drei Monaten im Jahr 2020 die drei Großmeister-Normen, zwei davon innerhalb von 21 Tagen. Damit wurde er im Januar 2023 Indiens 67. Schachgroßmeister.
Im März 2023 spielte er beim 27. HIT Open im slowenischen Nova Gorica ein perfektes Turnier, in dem er aus 9 Partien die vollen 9 Punkte holte, 26 Elo-Punkte verdiente und eine Turnierleistung von 3.196 erspielte. Im Juli 2023 erreichte beim Open der Dortmunder Schachtage mit 7 Punkten aus 9 Partien den dritten Platz hinter Frederik Svane und Alexander Donchenko. Ebenfalls 2023 nahm er u. a. an prestigeträchtigen Turnieren im arabischen Raum teil, wie den Masters von Abu Dhabi, Katar und Schardscha.
Beim FIDE Grand Swiss Tournament 2023 erreichte er als Nr. 76 der Setzliste mit 5½ Punkten nach 11 Runden Platz 64.
Im Januar 2024 gewann er das Challengers beim Tata-Steel-Schachturnier mit 9½ Punkten aus 13 Runden. Damit ist er für das Masters 2025 gesetzt.
Auch in internationalen Schachmannschaftsmeisterschaft ist Mendonca aktiv. In der Schachbundesliga spielt Mendonca zurzeit für den Hamburger SK, in der französischen Liga für den Club de Mulhouse Philidor, in der türkischen Liga für Bursa Büyükşehir Belediye Spor Kulubü.

## Weitere Turnierteilnahmen
Trotz seines noch jungen Alters nahm Mendonca bereits an einigen namhaften Turnieren teil. Hier eine Auswahl:
- Rigochess Int. Chess Festival (2020, 1. Platz 1. GM-Norm)[13]
- First Saturday GM November 2020 (1. Platz, 2. GM-Norm)[14]
- 5. Vergani Cup (2020, 3. GM-Norm)[15]
- 27. HIT Open (2023, 1. Platz)[16]
- Sunway Formentera Open (2023, 3. Platz)[17]
- Baku Open (2023, 3. Platz)[18]
- Sparkassen A-Open (2023, 3. Platz)
- Tata Steel Challengers (2024, 1. Platz)